# Josef Heinrich Darchinger
Josef Heinrich Darchinger, surtout connu sous le nom de Jupp Darchinger (né le 6 août 1925 à Bonn et mort le 28 juillet 2013) est un photographe documentariste allemand. « Jupp » Darchinger a documenté l'histoire de la République fédérale d'Allemagne depuis sa création. Son style distinctif a fortement influencé  le photojournalisme. Photojournaliste indépendant depuis 1952, on lui attribue 1,6 million de négatifs dont les positifs sont destinés aux grands journaux allemands comme Der Spiegel et Die Zeit.

## Biographie
Après l'école primaire, Josef Darchinger complète son programme d'apprentissage dans l'agriculture. En 1943, il est mobilisé dans la Wehrmacht. Il devient prisonnier de guerre américain et plus tard français. Il s'échappe en 1947. Jupp Darchinger commence alors une reconversion en tant que technicien de laboratoire photo et plus tard autodidacte en photographie. En 1948, il épouse Ruth Hofedank, une technicienne de laboratoire photo expérimentée de Berlin.
Son premier appareil photo est un Leica III de seconde main, acheté à un correspondant de guerre de la Wehrmacht. En 1952, il travaille comme photojournaliste indépendant, d'abord pour le SPD, puis la Friedrich-Ebert-Stiftung, Inter Nationes, Vorwärts et d'autres hebdomadaires et magazines allemands. En 1964, il travaille pour The Daily Mirror et Die Zeit.
Darchinger a travaillé comme photojournaliste autonome pendant plus d'un demi-siècle à Bonn, période durant laquelle il fait de nombreux voyages, visites et conférences internationales. Il a notamment fait de nombreux voyages en ex-Allemagne de l'Est, en Pologne, en Union soviétique, en Israël, dans les pays arabes, en Chine, en Australie, en Nouvelle-Zélande et dans plusieurs pays africains.
Pour son œuvre, Darchinger reçoit en 1974 la Croix fédérale du Mérite et, en 1989, la Croix fédérale du Mérite 1re Classe. En 1987, il reçoit le prix Erich-Salomon de la Société allemande pour la photographie (DGPh). Une grande rétrospective intitulée « La République de Bonn » a lieu en 1997 dans le Rheinisches Landesmuseum Bonn.